# Ekkehart Krippendorff
Ekkehart Krippendorff (* 22. März 1934 in Eisenach; † 27. Februar 2018 in Berlin) war ein deutscher Politikwissenschaftler. Er war Professor am John-F.-Kennedy-Institut für Nordamerikastudien der Freien Universität Berlin.

## Leben und Wirken
Ekkehart Krippendorff studierte Geschichte, Philosophie und Politikwissenschaft an der Albert-Ludwigs-Universität Freiburg, an der Eberhard Karls Universität Tübingen und an der FU Berlin. 1959 wurde er in Tübingen bei Theodor Eschenburg promoviert. Mit einem Fulbright-Stipendium war er 1960 bis 1961 an der Harvard University, danach von 1961 bis 1962 Assistent an der Yale University. Mithilfe eines Stipendiums der Rockefeller Foundation war Krippendorff 1962 bis 1963 an der Columbia University. Von 1963 bis 1968 war er Wissenschaftlicher Assistent am Otto-Suhr-Institut der FU Berlin. Gleichzeitig erhielt er eine wöchentliche Kolumne beim Spandauer Volksblatt von dessen neuem Chefredakteur Hans Höppner. Sein Vertrag wurde nicht verlängert, nachdem er im Mai 1965 den Rektor Herbert Lüers im Spandauer Volksblatt öffentlich scharf angegriffen hatte, mit dem Vorwurf, Lüers habe die geplante Teilnahme Erich Kubys und Karl Jaspers’ an einer Studentenversammlung (anlässlich des Kriegsendes vor 20 Jahren) verhindert, um deren Meinung zu unterdrücken. Zumindest bezüglich Kuby traf das zu, Jaspers hatte von sich aus abgesagt. Obwohl Krippendorff sich einige Tage später öffentlich entschuldigte (wiederum im Spandauer Volksblatt), sah Lüers das Vertrauensverhältnis als zerstört an. Der Konflikt stand im Zusammenhang mit mehrjährigen Auseinandersetzungen der Universitätsleitung mit der Studentenschaft und Teilen des Lehrkörpers über das Recht, in Räumen der Universität politische Veranstaltungen durchzuführen. Lüers' einsame Entscheidung zog eine massive Krise nach sich; im Juli forderten 700 Universitätsangehörige seinen Rücktritt. Bekannte Professoren, unter ihnen etwa Helmut Gollwitzer und Peter Szondi, solidarisierten sich mit Krippendorff; Otto von der Gablentz etwa beschrieb den Vorgang in der ZEIT als Ausdruck der deutschen Autoritätsgläubigkeit. Es kam zu Disziplinarmaßnahmen und Rücktritten. Das Sommersemester 1965 wurde in West-Berlin unter dem Namen „Krippendorff-Semester“ bekannt.
Ende der 1960er Jahre gehörte er der SPD an und war Vorstandsmitglied des Republikanischen Clubs. Von 1968 bis 1969 war er Gastprofessor an der City University of New York und an der Columbia University. 1970 bis 1971 war er Gastprofessor an der Universität Siena. 1970 wurde seine Habilitation an der FU Berlin offensichtlich aus politischen Gründen abgelehnt, 1972 wurde er in Tübingen bei Eschenburg (der Krippendorffs politische Ansichten ebenfalls nicht teilte) habilitiert.
1969 wurde Krippendorff Professor für Internationale Beziehungen am Bologna Center der Johns Hopkins University in Bologna (Italien). Im Jahr 1973 verhinderte der baden-württembergische Kultusminister Wilhelm Hahn seine Berufung an die Universität Konstanz. 1975 war er Gastprofessor an der University of Sussex und 1976 bis 1979 Gastprofessor an der Universität Urbino. 1978 wechselte er auf die Professur für Politikwissenschaft und Politik Nordamerikas am Zentralinstitut John F. Kennedy-Institut für Nordamerikastudien der FU Berlin. 1985 war Krippendorff Gastprofessor für Friedensforschung an der Universität Tokio. Im Jahr 1999 wurde er emeritiert.
Krippendorff war einer der Pioniere der Friedensforschung. Seit den 1980er Jahren beschäftigte er sich auch mit politischen Inhalten in Werken der Literatur und Oper, wobei er vor allem über Goethe und Shakespeare arbeitete. Seine Autobiographie veröffentlichte er 2012 im Verlag Graswurzelrevolution.

## Schriften (Auswahl)
- Die Liberal-Demokratische Partei Deutschlands in der Sowjetischen Besatzungszone 1945–1948, 1961 (Diss. Tübingen 1960)
- (als Herausgeber) Friedensforschung, 2. Aufl. 1970
- Die amerikanische Strategie. Entscheidungsprozeß und Instrumentarium der amerikanischen Außenpolitik, 1970
- Internationales System als Geschichte. Einführung in die Internationalen Beziehungen, 1, 1975 und Internationale Beziehungen als Wissenschaft. Einführung, 2, 1977; beides zusammen in einem Band als überarbeitete Ausgabe 1986 unter dem Titel Internationale Politik. Geschichte und Theorie
- Italien: Der Historische Kompromiß, in: Kursbuch, 46/1976 (Dezember), S. 55–74
- Staat und Krieg. Die historische Logik politischer Unvernunft, 1985, 3. Aufl. 1987, ISBN 3-518-11305-4.
- Internationale Politik. Geschichte und Theorie, 1987, ISBN 3-593-32568-3.
- Wie die Großen mit den Menschen spielen. Goethes Politik, 1988, ISBN 3-518-11486-7.
- mit Peter Kammerer: Reisebuch Italien: über das Lesen von Landschaften und Städten, mit einem Beitrag von Cesare Cases. Erweiterte und völlig überarbeitete Neuausgabe in einem Band. Berlin: Rotbuch-Verlag 1990, ISBN 978-3-88022-753-8 (erste Auflage 1979/1981)
- Politik in Shakespeares Dramen, 1992, ISBN 3-518-40388-5.
- Militärkritik, 1993, ISBN 3-518-11804-8.
- Deutsche Außenpolitik: Aus ihrer Geschichte lernen, heißt aus ihr aussteigen, in: (Friedenskundetagung 1995, IPPNW, Berlin): Weltmacht Deutschland, S. 11–25
- Die Kunst, nicht regiert zu werden. Ethische Politik von Sokrates bis Mozart, 1999, ISBN 3-518-41039-3.
- Unzufrieden. Vierzig Jahre Politische Wissenschaft. (Abschiedsvorlesung) in: Blätter für deutsche und internationale Politik, 8/1999; S. 991–1002, Frankfurter Rundschau vom 9. Juli 1999, S. 9
- Goethe – Politik gegen den Zeitgeist, Suhrkamp, Frankfurt/Main, 1999, ISBN 978-3-458-16937-6.
- Kritik der Außenpolitik, 2000, ISBN 3-518-12139-1.
- Jefferson und Goethe, Europäische Verlagsanstalt, Hamburg 2001, ISBN 978-3-434-50210-4.
- Der Wind bläst der Friedensforschung ins Gesicht, in: S+F Vierteljahresschrift für Sicherheit und Frieden 4/2002, S. 198–200
- Shakespeares Komödien, 2007, ISBN 978-3-931659-87-5.
- Die Kultur des Politischen. Wege aus den Diskursen der Macht, Berlin 2009, ISBN 978-3-86599-092-1.
- Lebensfäden. Zehn autobiographische Versuche, Heidelberg 2012, ISBN 978-3-939045-19-9.
- Über den Tag hinaus. Exemplarische Theaterkritik im herrschaftsfreien Diskurs, Verlag Graswurzelrevolution, Heidelberg 2019, ISBN 978-3-939045-35-9.